# Lot trzmiela

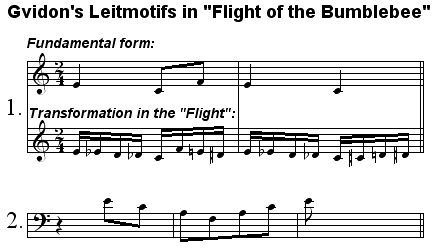
Lejtmotywy Gwidona

Lot trzmiela (ros. Полёт шмеля) – krótka forma muzyczna będąca częścią pierwszej odsłony trzeciego aktu opery rosyjskiego kompozytora Nikołaja Rimskiego-Korsakowa Bajka o carze Sałtanie, opartej na utworze Aleksandra Puszkina pod tym samym tytułem. Szeroko znany zwłaszcza ze względu na przeróbki na różne instrumenty (np. fortepian, ksylofon). Jest on przykładem tzw. perpetuum mobile.

## Umiejscowienie w operze
Gwidon jest synem tytułowego cara Sałtana i Militrisy, ubogiej dziewczyny którą car wybrał spośród trzech sióstr. W wyniku intryg ciotki Babarichy, Militrisa, która urodziła niemowlę, gdy jej mąż był na wojnie, zostaje wypędzona ze stolicy Tmutarakanu i wraz z dzieckiem umieszczona w beczce na morzu. Cudownie uratowani, żyją na wyspie Bujan, gdzie pewnego dnia carewicz wyrastający już na młodzieńca ratuje Księżniczkę-Łabędzia przed złym czarownikiem, który przybrał postać sępa. Po rozmowie z nią Gwidon rozmyśla nad ojcowskim wyrokiem nie znając jego przyczyny. Powstaje również uwolniony spod władzy czarownika gród Ledieniec, którym ma rządzić właśnie carewicz. Wysyła on też bogatych kupców do stolicy Tmutarakanu, a gdy chce w jakiś sposób dostać się tam sam, z pomocą swojemu wybawcy przychodzi tym razem Księżniczka-Łabędź. Radzi mu, by zanurzył się w morzu, co sprawi, że przemieni się on wówczas w wielkiego trzmiela. Tak się dzieje, Gwidon odbywa swój lot i pod tą postacią młody władca będzie mógł poznać swojego ojca.

## Rys historyczny
Idea powstania opery zrodziła się na przełomie lat 1898/1899. Nikołaj Rimski-Korsakow chciał bowiem uczcić setną rocznicę urodzin Aleksandra Puszkina przypadającą na rok 1899 swoją wersją Bajki o carze Sałtanie, zaś partytura została ukończona w styczniu roku następnego (1900). Prapremiera światowa opery miała miejsce 3 listopada 1900 roku, wystawił ją moskiewski Teatr Sołodownikowa (zespół Opery Prywatnej Sawwy Mamontowa). Jednak nawet inne rosyjskie teatry przyjęły ją z ogromną nieufnością: Teatr Bolszoj w Moskwie wystawił ją dopiero w roku 1913, natomiast Teatr Maryjski w Petersburgu w roku 1915 i musiała także poczekać na wykonania światowe, jak 1919 Royal Opera House (Covent Garden) i inne teatry w latach dwudziestych XX wieku. W roku 1937 nowojorski Saint-James Theatre ze względu na epizod z trzmielem wystawił dzieło wręcz pod tytułem „Książę Trzmiel”.
„Tysiąc i jedna opera” Piotra Kamińskiego nazywa Lot trzmiela „znanym przebojem”, który zapewnił sławę całości dzieła Rimskiego-Korsakowa.